# Krempels Béla
Krempels Béla (1887. – Budapest, 1968. november 4.) válogatott labdarúgó, csatár, jobbösszekötő. A sportsajtóban Krempels II néven volt ismert.

## Pályafutása

### Klubcsapatban
A MAC labdarúgója volt, ahol a csapattal kétszer bajnoki ezüst- egyszer bronzérmet nyert. Technikás, apró termetű labdarúgó volt, aki főleg gyorsaságának, mozgékonyságának köszönhetően jól feltalálta magát a kapu előtt.

### A válogatottban
1908 és 1909 között két alkalommal szerepelt a válogatottban és két gólt szerzett.

## Sikerei, díjai
- Magyar bajnokság
  - 2.: 1911–12, 1912–13

## Statisztika

### Mérkőzései a válogatottban
| Magyarország | Magyarország      | Magyarország               | Magyarország | Magyarország | Magyarország | Magyarország | Magyarország | Magyarország |
| #            | Dátum             | Helyszín                   | Hazai        | Eredmény     | Vendég       | Kiírás       | Gólok        | Esemény      |
| ------------ | ----------------- | -------------------------- | ------------ | ------------ | ------------ | ------------ | ------------ | ------------ |
| 1.           | 1908. november 1. | Budapest, Millenáris-pálya | Magyarország | 5 – 3        | Ausztria     | barátságos   | 2            | 17' 59'      |
| 2.           | 1909. április 4.  | Budapest, Millenáris-pálya | Magyarország | 3 – 3        | Németország  | barátságos   | -            |              |
|              | Összesen          |                            |              | 2            | mérkőzés     |              | 2            | gól          |